# Esztár
Esztár község az Észak-Alföldi régióban, Hajdú-Bihar vármegyében, a Derecskei járásban.

## Fekvése
Az Alföldön, az Érmelléken, a Berettyó folyó mellett fekszik, Hajdú-Bihar vármegyében, a megyeszékhelytől, Debrecentől mintegy 30 kilométerre délkeletre, Berettyóújfalutól pedig körülbelül 20 kilométerre északkeletre.
A legközelebbi szomszédai: kelet felől Pocsaj, délnyugat felől pedig Hencida.

### Megközelítése
Közúton Debrecen, illetve Biharkeresztes felől a 4808-as, Berettyóújfalu irányából a 4812-es úton érhető el, Konyárral és azon keresztül Derecskével pedig a 4811-es út köti össze.
A közúti tömegközlekedést a Volánbusz autóbuszai biztosítják.
Vasúton a MÁV 106-os számú, Debrecen-Sáránd-Nagykereki közötti vonalán érhető el, közös vasútállomása van Pocsajjal; Pocsaj-Esztár vasútállomás a településtől mintegy másfél kilométerre helyezkedik el, a két névadó község határvonalán, a 4812-es út vasúti keresztezésétől északra, közúti elérését az abból kiágazó 48 313-as számú mellékút teszi lehetővé..

## Története
Esztár és környéke már ősidők óta lakott hely. Határában sok kőkor-i és római kor-i lelet került napvilágra. Tőle nyugatra halad el a szarmaták által 324 és 337 között épített, az Alföldet körbekerülő Csörsz-árok vagy más néven Ördögárok nyomvonala.
A település neve már 1215-ben szerepelt a Váradi regestrumban Yztharij alakban, mint Mihály úr birtoka, aki valószínűleg a bihar megyei birtokosok közt megtalálható palotai Czibak Mihály lehetett. Esztár település ugyanis a Czibak családdal rokon Sztári család ősi névadó fészke volt.
1453-ban a Sztári család pallosjogot is nyert a községre. Ekkor az egyik, e korból származó oklevél a települést Castellum Ztar néven írta le. 1464-ben Esztár már vámszedő hely is volt. 1552-ben birtokosa volt Esztári Farkas és Toldy Mihály is. 1566-ban a Balassa család, 1732-ben a Boldvay család, 1760-ban pedig gróf Bethlen Sámuel is birtokos volt itt.
Az 1800-as évek első felében pedig az Erdődy, Radványi, Dobozy, Hódosy és Szúnyogh családoknak volt itt birtoka.
Esztárhoz tartoztak Virágoslapos, Csere, Körtvélyes és Kohár puszták is.

## Közélete

### Polgármesterei
| Időszak   | Polgármester | Párt      |
| --------- | ------------ | --------- |
| 1990–1994 | Vajas József | MDF       |
| 1994–1998 | Vajas József | független |
| 1998–2002 | Vajas József | független |
| 2002–2006 | Vajas József | Fidesz    |
| 2006–2010 | Vajas József | Fidesz    |
| 2010–2014 | Szécsi Tamás | független |
| 2014–2019 | Szécsi Tamás | független |
| 2019–2024 | Szécsi Tamás | független |
| 2024–     | Szécsi Tamás | független |

A települési önkormányzat címe: 4124 Esztár, Árpád u. 1., telefon- és faxszáma: 54/414-081; hivatalos honlapja: www.esztar.hu

## Népesség
A település népességének változása:
| Lakosok száma | 1342 | 1347 | 1335 | 1301 | 1281 | 1292 | 1247 |
|               | 2013 | 2014 | 2015 | 2021 | 2022 | 2023 | 2024 |

2001-ben a település lakosságának közel 100%-a magyar nemzetiségűnek vallotta magát.
A 2011-es népszámlálás során a lakosok 91,1%-a magyarnak, 3,4% cigánynak, 0,2% románnak mondta magát (8,8% nem nyilatkozott; a kettős identitások miatt a végösszeg nagyobb lehet 100%-nál). A vallási megoszlás a következő volt: római katolikus 3,7%, református 69,4%, görögkatolikus 2,3%, felekezeten kívüli 9,6% (14,3% nem válaszolt).
2022-ben a lakosság 94,6%-a vallotta magát magyarnak, 1,2% cigánynak, 0,2% románnak, 0,1% szlovénnek, 0,1% szerbnek, 0,7% egyéb, nem hazai nemzetiségűnek (5,3% nem nyilatkozott; a kettős identitások miatt a végösszeg nagyobb lehet 100%-nál). Vallásuk szerint 52,6% volt református, 1,9% római katolikus, 2,4% görög katolikus, 0,8% egyéb keresztény, 0,1% egyéb katolikus, 8,6% felekezeten kívüli (33,6% nem válaszolt).

## Egyházi közigazgatás

### Római katolikus egyház
A Debrecen-Nyíregyházi egyházmegye (Debrecen-Nyíregyházi püspökség) Bihari Főesperességének Berettyóújfalui Esperesi Kerületéhez tartozik. Nem rendelkezik önálló plébániával. A település római katolikus vallású lakosai Derecske plébániához tartoznak, mint fília.

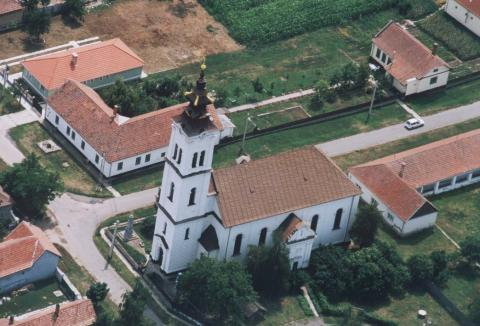

### Görögkatolikus egyház
A Hajdúdorogi egyházmegye Pocsaji parókiájához tartoznak a falu görögkatolikus vallású lakosai.

### Református egyház
A Tiszántúli Református Egyházkerület (püspökség) Debreceni Református Egyházmegyéjéhez (esperesség) tartozik, mint önálló anyaegyházközség.

### Evangélikus egyház
Az Északi Evangélikus Egyházkerület (püspökség) Hajdú-Szabolcsi Egyházmegyéjének (esperesség) Debreceni Evangélikus Egyházközségéhez tartoznak Esztár evangélikus vallású lakosai.

## Természeti értékek
- A Nagyszék-tó, amely Hajdú-Bihar megye védett természeti értéke.

## Híres szülöttek
- csengerújfalui Osváth Lajos (1866 - 1931) - Bihar vármegyei főlevéltárnok
- Csörsz Károly (1892-1935) orvos, humángenetikus.

## Nevezetességei
- Református templom: 1888-ban épült, eklektikus stílusban.
- Református lelkészlak: 1897-ben épült.
- Erdődy-Szunyogh-kúria: A 18. század végén épült, késő barokk stílusban. A 19. század elején klasszicista stílusban átalakították.
- Tájház (Széchenyi u. 47.): 2008-ban nyílt meg egy nádfedeles, faoszlopos tornácú, háromosztatú parasztházban.
- Millenniumi emlékoszlop.
- József Attila mellszobra.